# Biserica de lemn de rit vechi ortodox rus „Adormirea Maicii Domnului” din Dobrogea Veche
Biserica de lemn de rit vechi ortodox rus „Adormirea Maicii Domnului” este o biserică amplasată în Dobrogea Veche, raionul Sîngerei, Republica Moldova. Este un monument arhitectural de importanță națională inclus în Registrul monumentelor Republicii Moldova ocrotite de stat cu nr. 2402 (raionul Sîngerei). Datează din sec. al XIX-lea.